# اثرات تغییر اقلیم بر دام

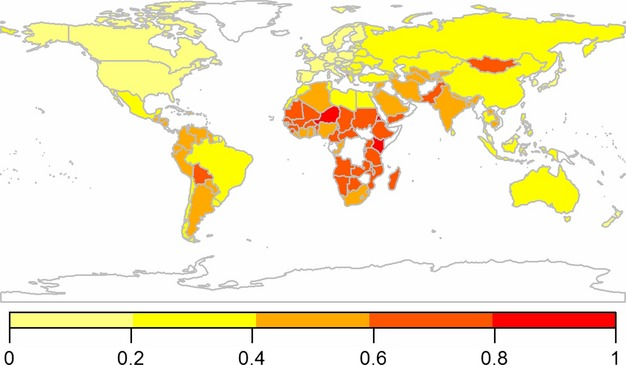
نقشه کشورهایی که بیشترین و کمترین آسیب‌پذیری را در برابر اثرات نامطلوب تغییرات اقلیمی بر دام‌های چراکننده خود دارند

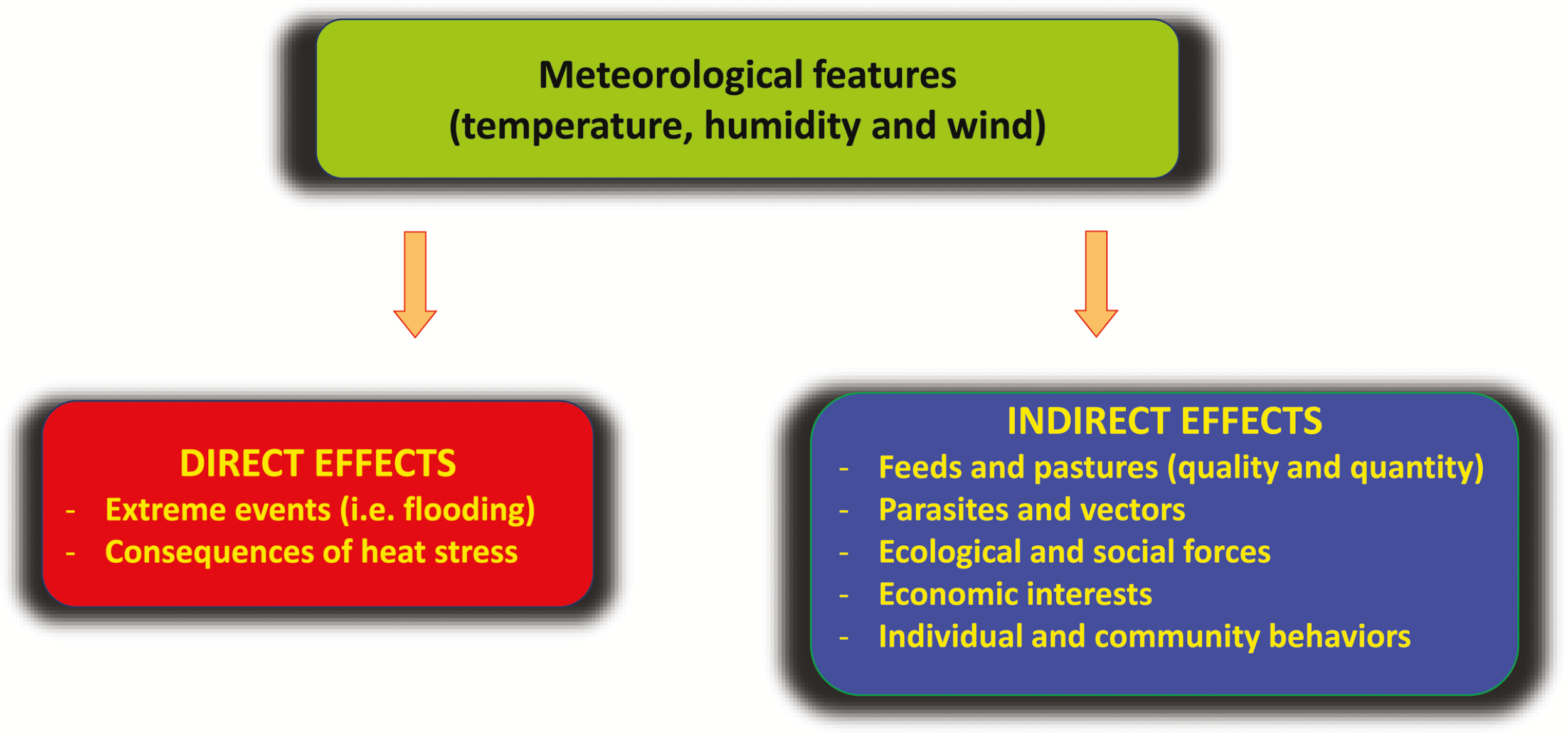
تأثیرات چندوجهی تغییرات اقلیمی بر دام‌ها

اثرات متقابل و متعددی از تغییرات اقلیمی بر پرورش دام وجود دارد. فعالیت دامداری به‌طور گسترده‌ای هم تحت تأثیر تغییرات اقلیمی قرار دارد و هم خود یکی از عوامل مهم در تشدید این پدیده از طریق انتشار گازهای گلخانه‌ای به‌شمار می‌رود. تا سال ۲۰۱۱، حدود ۴۰۰ میلیون نفر به نحوی برای تأمین معیشت خود به دامداری وابسته بوده‌اند. ارزش اقتصادی این بخش در سطح جهانی نزدیک به یک تریلیون دلار برآورد شده است. با توجه به اینکه کنار گذاشتن کامل مصرف گوشت یا محصولات دامی در حال حاضر هدفی واقع‌گرایانه تلقی نمی‌شود، هرگونه برنامه جامع برای سازگاری با تغییر اقلیم، ناگزیر باید دامداری را نیز در نظر گیرد.
از جمله تأثیرات منفی مشاهده‌شده بر تولیدات دامی، می‌توان به گرمازدگی در اغلب کشورها—به جز سردترین مناطق—اشاره کرد. این مسئله، از یک‌سو باعث مرگ‌ومیر گسترده دام‌ها در دوره‌های موج گرما می‌شود و از سوی دیگر آثار زیان‌بار غیرکشنده‌ای همچون کاهش کمیت و کیفیت تولیداتی مانند شیر، افزایش حساسیت به بیماری‌هایی چون لنگش، و حتی اختلال در باروری حیوانات را به همراه دارد. همچنین، خشکسالی یا پیامدهای جانبی ناشی از پدیده افزایش رشد گیاهان در اثر دی‌اکسید کربن، موجب افت کمّی یا کیفی خوراک دام می‌شود. در نتیجه، پیش‌بینی شده است که مشکلات تأمین علوفه می‌تواند تا میانه قرن جاری، جمعیت دام در سطح جهان را بین ۷ تا ۱۰ درصد کاهش دهد. از سوی دیگر، انگل و بیماری‌هایی که از طریق ناقل زیستی منتقل می‌شوند نیز نسبت به گذشته در مناطق گسترده‌تری شیوع یافته‌اند. داده‌های مربوط به این بیماری‌ها از کیفیت به‌مراتب بالاتری نسبت به داده‌های مربوط به گسترش بیماری‌های انسانی برخوردار است.
در حالی که برخی مناطق که در حال حاضر از دام‌ها نگهداری می‌کنند، حتی در صورت افزایش شدید دما تا پایان قرن، ممکن است از فشار گرمایی شدید مصون بمانند، برخی دیگر ممکن است تا میانه قرن قابلیت خود را برای پرورش دام از دست بدهند. در این میان، منطقه آفریقای جنوب صحرا به‌عنوان آسیب‌پذیرترین منطقه در برابر بحران امنیت غذایی ناشی از اثرات تغییر اقلیم بر دامداری شناخته می‌شود؛ چرا که انتظار می‌رود بیش از ۱۸۰ میلیون نفر در این منطقه با کاهش شدید در قابلیت چراگاه‌های خود مواجه شوند. در مقابل، کشورهایی همچون ژاپن، ایالات متحده آمریکا و کشورهای اروپایی کمترین آسیب‌پذیری را دارند. این امر نه‌تنها نتیجه تفاوت‌های موجود درشاخص توسعه انسانی و توانمندی‌های ملی در مقابله با بحران‌هاست، بلکه به تفاوت نقش دامداری در الگوی غذایی این کشورها نیز بازمی‌گردد.
راهکارهای پیشنهادی برای سازگاری دامداری با تغییرات اقلیمی شامل تجهیز پناهگاه‌های دامی به سیستم‌های خنک‌کننده و اصلاح ترکیب خوراک دام است. با این حال، این راهکارها اغلب پرهزینه بوده یا اثربخشی محدودی دارند. در عین حال، دامداری مسئول بخش عمده‌ای از نشر گازهای گلخانه‌ای در کشاورزی است و حدود ۳۰ درصد از منابع آب شیرین مصرفی این بخش را به خود اختصاص می‌دهد، در حالی که تنها ۱۸ درصد از کالری دریافتی جهانی را تأمین می‌کند. اگرچه مواد غذایی حیوانی نقش بیشتری در تأمین پروتئین انسان‌ها دارند، اما همچنان سهم آن‌ها ۳۹ درصد بوده و اکثریت پروتئین مورد نیاز بشر از طریق محصولات گیاهی تأمین می‌شود. بنابراین، در برنامه‌های جهانی برای محدود ساختن گرمایش زمین به سطوحی مانند ۱٫۵ یا ۲ درجه سانتی‌گراد، فرض بر آن است که سهم مواد غذایی حیوانی در رژیم غذایی جهانی کاهش یابد. از همین رو، مسیرهای پیشنهادی برای رسیدن به کربن خالص صفر، شامل محدود کردن تعداد دام در جهان است—از جمله کاهش ذخایر دامی بیش‌ازحد موجود در کشورهایی مانند ایرلند. همچنین، درخواست‌هایی برای حذف تدریجی یارانه‌هایی که در بسیاری از نقاط جهان به دامداران اختصاص می‌یابد، مطرح شده است.

## استرس گرمایی در دام

### افزایش‌های پیش‌بینی‌شده در سراسر جهان

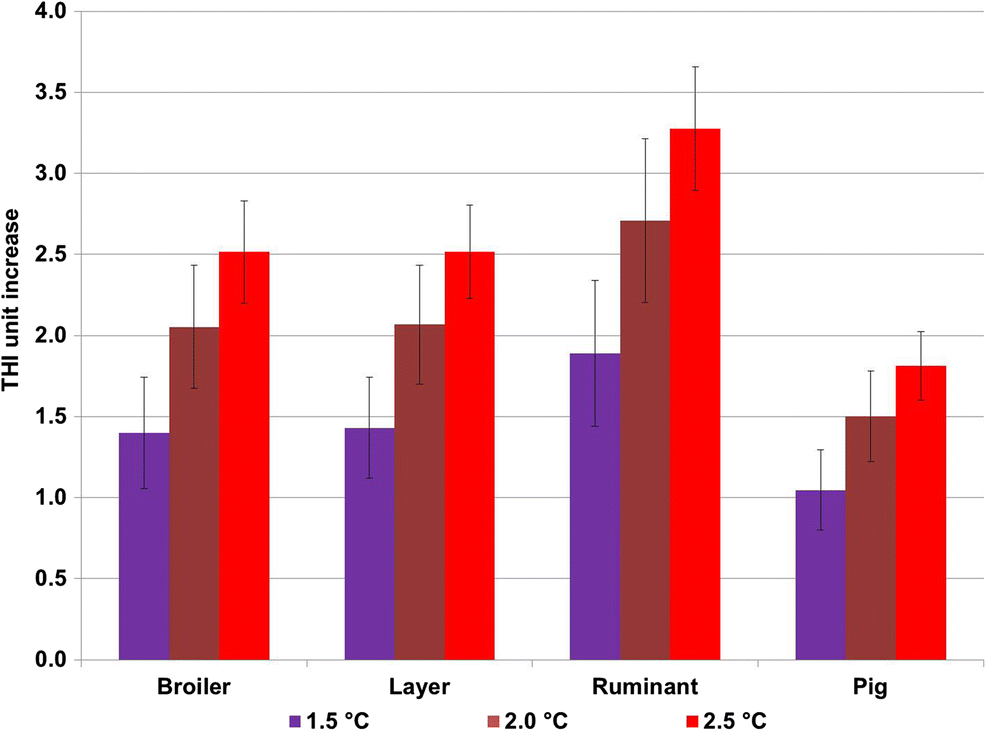
افزایش شدت تغییرات اقلیمی جهانی باعث افزایش بیشتر شاخص گرمای حرارتی در حیوانات مزرعه جامائیکا می‌شود. شاخص حرارتی بالا یکی از پرکاربردترین شاخص‌های استرس گرمایی است.

به‌طور کلی، دام‌های اهلی در بازه دمایی ۱۰ تا ۳۰ درجه سانتی‌گراد (۵۰ تا ۸۶ درجه فارنهایت) بهترین عملکرد و آسایش حرارتی را تجربه می‌کنند. همان‌طور که پیش‌بینی می‌شود تغییرات اقلیمی در مناطق سردسیری جهان باعث افزایش سطح آسایش حرارتی برای انسان‌ها شود، دام‌ها نیز در این مناطق می‌توانند از زمستان‌های گرم‌تر بهره‌مند شوند. با این حال، در مقیاس جهانی، افزایش دمای تابستان و وقوع بیشتر و شدیدتر موج‌های گرمایی، پیامدهای منفی روشنی برای دام‌ها خواهد داشت و خطر ابتلا به تنش گرمایی را به‌طور چشمگیری افزایش می‌دهد.
طبق سناریوی اقلیمی با بیشترین میزان انتشار گازهای گلخانه‌ای و بیشترین گرمایش جهانی (SSP5-8.5)، دام‌هایی مانند گاو، گوسفند، بز، خوک و طیور که در عرض‌های جغرافیایی پایین زندگی می‌کنند، سالانه با ۷۲ تا ۱۳۶ روز اضافیِ تنش شدید ناشی از گرما و رطوبت بالا مواجه خواهند بود.